# Dirk von Bodisco
Dirk von Bodisco (* 1940 in Berlin; † 24. Oktober 2008 in Putbus auf Rügen) war ein deutscher Bühnen- und Kostümbildner.
Dirk war Angehöriger derer von Bodisco, wurde als Sohn von Gerda von Bodisco, geb. Romstöck (1913–1981) und Boris von Bodisco geboren, wuchs ab Herbst 1944 in Lindau auf.
Seine Mutter, eine Grafikerin und Kostümbildnerin, und sein Vater, ein Architekt, förderten seine zeichnerische Begabung schon als kleines Kind. Nach dem Abitur 1960 studierte von Bodisco in Berlin Bühnenbild und Theaterkostüm. Es folgten Engagements und Gastspiele auf verschiedenen Bühnen, unter anderem in Frankfurt am Main, Hamburg, Zürich, Wien und Paris.
In seinem Schaffen hat er mit vielen bedeutenden Schauspielern und Sängern sowie mit Regisseuren wie Peter Zadek, Hans Hollmann, Peter Palitzsch und Hans Neuenfels zusammengearbeitet.
Von 1979 bis 2005 war Dirk von Bodisco – als Vorgänger von Reinhard von der Thannen – zudem Professor für Theaterkostüm an der Fachhochschule für Gestaltung in Hamburg. Nach seiner Emeritierung mietete er Atelier und Wohnung in Putbus auf Rügen.
Seine letzte Ruhestätte fand er im Familiengrab auf dem Rochusfriedhof in Nürnberg.

## Weblink
- D. v. Bodisco als Hochschullehrer (PDF; 958 kB)

| Personendaten    | Personendaten                       |
| ---------------- | ----------------------------------- |
| NAME             | Bodisco, Dirk von                   |
| KURZBESCHREIBUNG | deutscher Bühnen- und Kostümbildner |
| GEBURTSDATUM     | 1940                                |
| GEBURTSORT       | Berlin                              |
| STERBEDATUM      | 24. Oktober 2008                    |
| STERBEORT        | Putbus auf Rügen                    |